# T. E. Lawrence

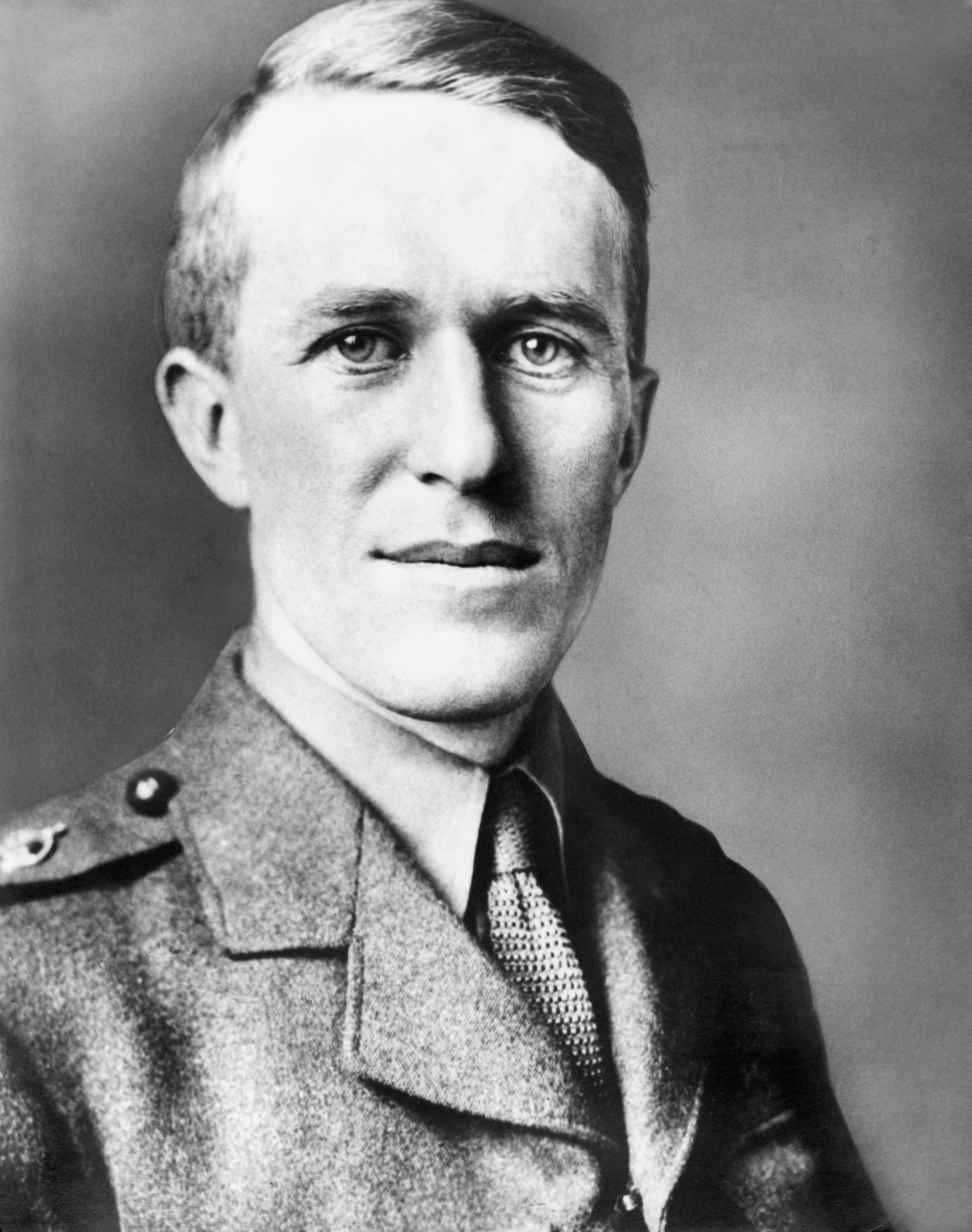
T. E. Lawrence, 1918

Thomas Edward Lawrence, CB, DSO (* 16. August 1888 in Tremadog, Wales; † 19. Mai 1935 in Clouds Hill, England), bekannt als Lawrence von Arabien, war ein britischer Offizier, Archäologe, Geheimagent und Schriftsteller. Bekannt wurde Lawrence vor allem durch seine Beteiligung an dem von den Briten forcierten Aufstand der Araber gegen das Osmanische Reich während des Ersten Weltkrieges.

## Frühe Jahre

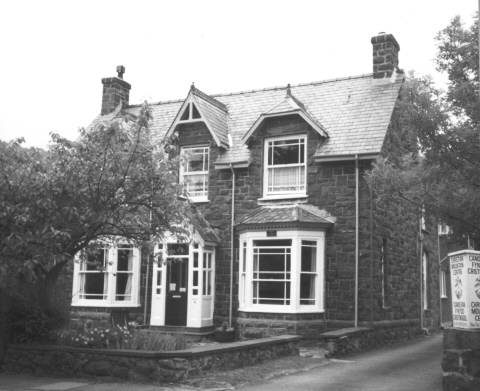
Lawrence House, ursprünglich Gorphwysfa (walisisch) genannt, das Geburtshaus von T. E. Lawrence

T. E. Lawrence wurde im Gorphwysfa house in Tremadoc, Caernarfonshire (heute Gwynedd), Nordwales, geboren. Sein anglo-irischer Vater war Sir Thomas Robert Tighe Chapman (1846–1919). Sarah Junner (1861–1959), Lawrences Mutter, stammte aus Sunderland, County Durham, und gilt als die illegitime Tochter von Elizabeth Junner und eines John Lawrence, weshalb sie sich Miss Lawrence nannte. Sarah Junner kam Ende der 1870er Jahre als Kinderfrau von Chapmans Ehefrau Edith in den Haushalt der Chapmans. Chapman verließ seine Ehefrau zugunsten von Sarah Junner. Thomas Edwards Eltern blieben unverheiratet und hatten fünf gemeinsame Söhne; er war der zweitälteste, sein jüngster Bruder war der spätere Archäologe Arnold Walter Lawrence.
Bereits im Jahre 1909 reiste Lawrence im Alter von 21 Jahren als Student der Geschichte der Universität Oxford wochenlang zu Fuß und allein durch Syrien und Palästina, um die Architektur von Kreuzfahrerburgen zu erforschen. Von 1911 bis 1914 war er an Ausgrabungen in Karkemiš am oberen Euphrat beteiligt und erlernte dabei die arabische Sprache. Dabei begegnete er erstmals der etablierten Archäologin und Landeskennerin Gertrude Bell, die er später im Geheimdienst wieder traf. Im Norden Syriens entstand seine schwärmerische Liebe zu den Beduinen, einer, wie er empfand, großen Nation. Im Januar 1914 schloss er sich einer vom Palestine Exploration Fund geführten kartographischen und archäologischen Expedition durch die Negev-Wüste an, die auch der operativen Geländeerkundung durch den britischen Geheimdienst Secret Intelligence Service diente.

## Erster Weltkrieg und Arabische Revolte

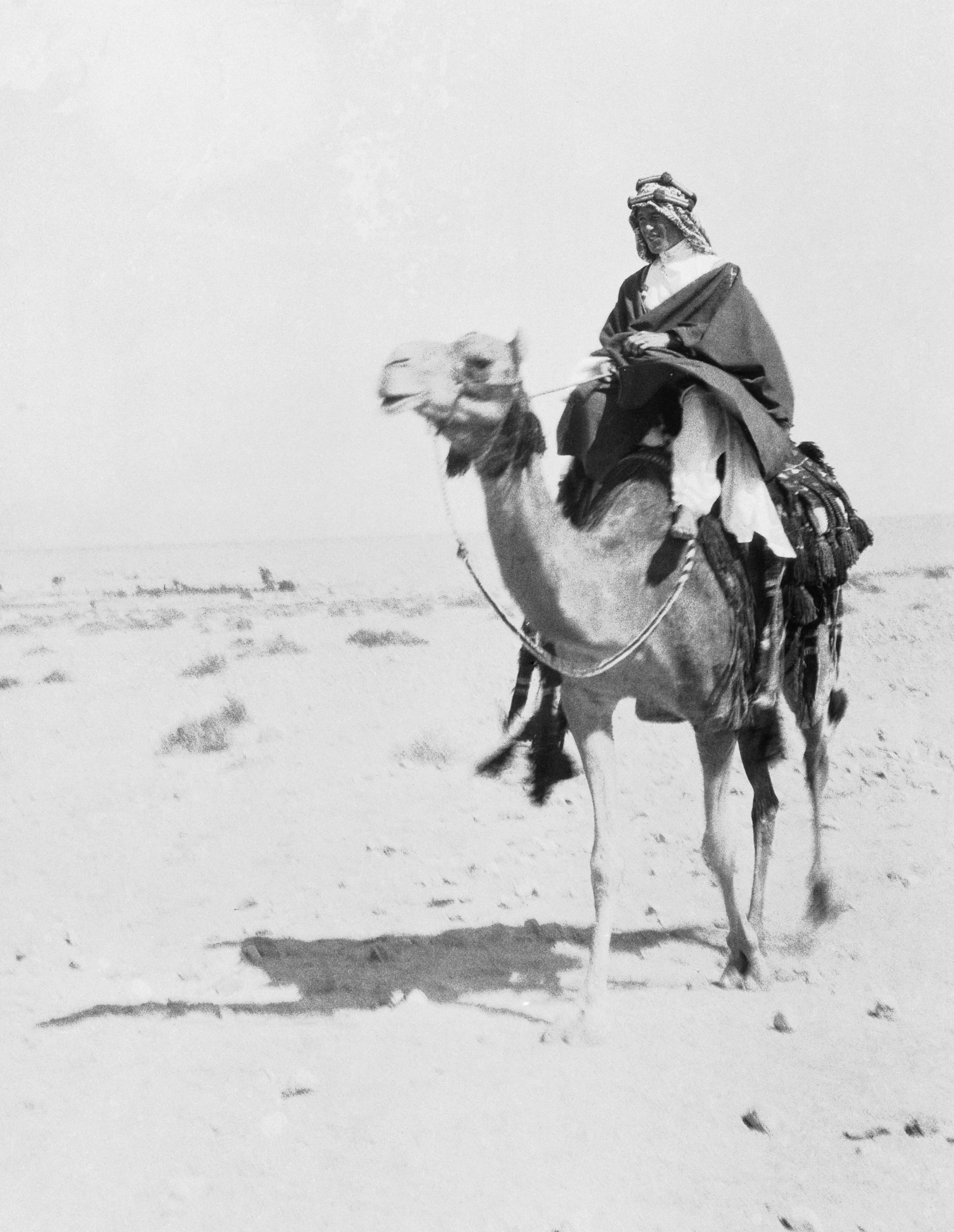
Lawrence auf einem Kamel in Akaba, 1917

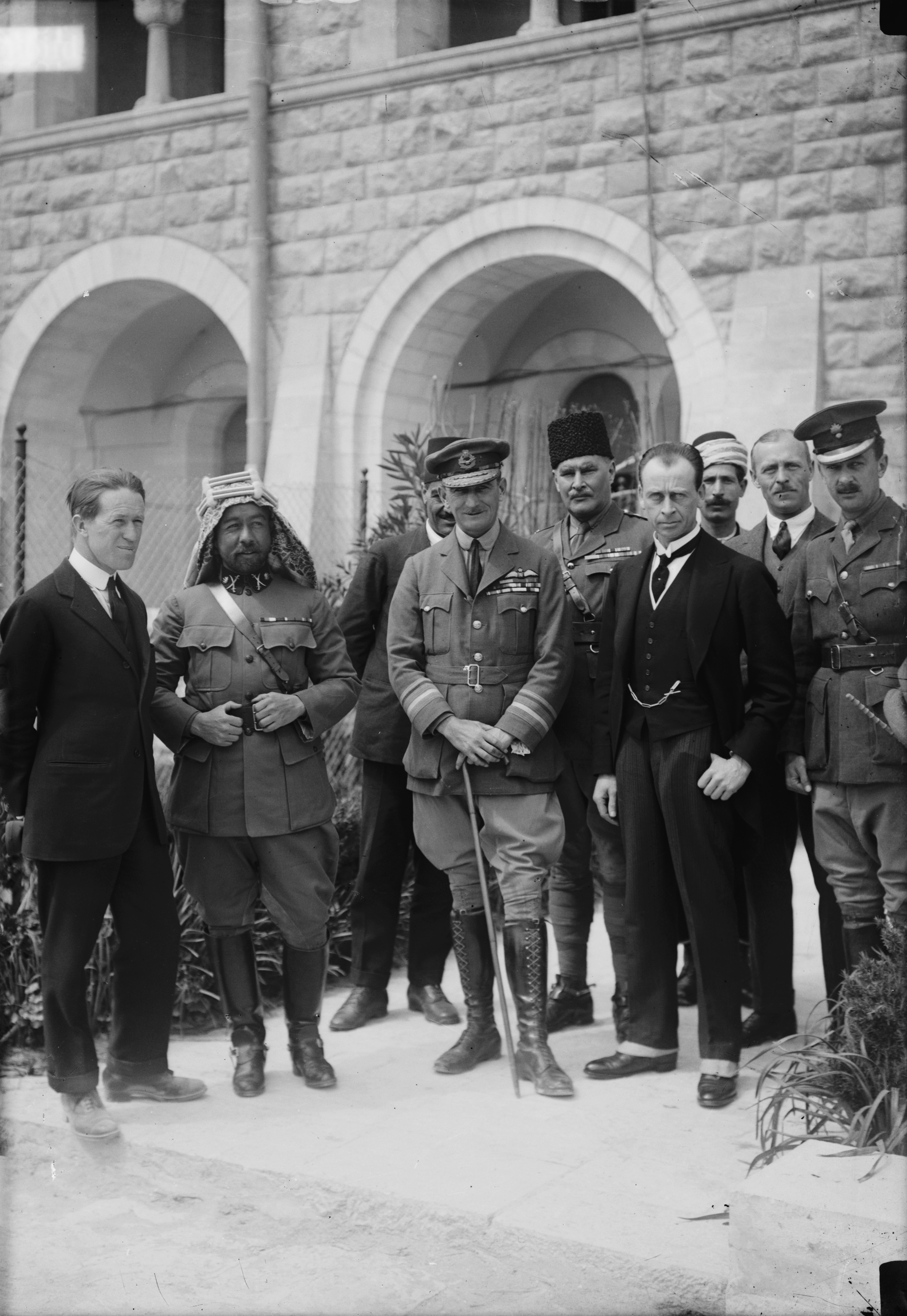
Lt. Col. T. E. Lawrence, Emir Abdullah, Air Marshal Sir Geoffrey Salmond, Palästinas High Commissioner, Sir Herbert Samuel, Sir Wyndham Deedes u. a. in Jerusalem, 1920

Nach Beginn des Ersten Weltkrieges und dem Kriegseintritt des Osmanischen Reiches gehörte Lawrence ab Dezember 1914 dem Arabischen Büro in Kairo an. Im Juni des Jahres 1916 entfachte Scherif Hussein, der Emir von Mekka, mit seinen Söhnen die Arabische Revolte auf der Arabischen Halbinsel gegen den osmanischen Sultan. Scherif Hussein wurde von den Briten mit Geld und Militärberatern unterstützt.
Aufgrund seiner Orts- und Sprachkenntnisse wurde Leutnant Lawrence als Verbindungsoffizier ausgewählt und an den Ort des Geschehens gesandt. Rasch avancierte er zu einer der Schlüsselfiguren des arabischen Unabhängigkeitskampfes, nicht zuletzt durch einen engen, von gegenseitigem Respekt getragenen Kontakt zu Faisal I., einem der Söhne des Emirs. Lawrence, der über keine besondere Militärerfahrung verfügte, übernahm Taktiken des Guerillakrieges, da die schlecht organisierten Beduinen für offene Feldschlachten zu schwach waren. Bereits vor Lawrences Eintreffen wurden solche Taktiken diskutiert, sodass er keineswegs als alleiniger Urheber gelten kann.
Der Guerillakrieg beschränkte sich im Wesentlichen auf Hinterhalte und Handstreiche auf kleinere osmanische Militärposten und Sprengstoffanschläge auf die Hedschasbahn, eine Eisenbahnstrecke von Damaskus bis Medina, sowie auf Anschläge auf die Wasserversorgung am Jamur. Diese Nadelstichaktionen schwächten und demoralisierten die osmanische Armee nachhaltig und führten im Juli 1917 zur Einnahme der Hafenstadt Akaba. Der vorherigen Eroberung von al-Wadschh im Januar 1917, der Hafenstadt auf halbem Wege nach Akaba, kam dabei eine entscheidende Bedeutung zu – sie wurde zum Wendepunkt im Feldzug gegen die Osmanen unter Cemal Pascha. Lawrence ließ nach seinem Eintreffen al-Wadschh zum Hauptstützpunkt für Faisal I. ausbauen. Am 1. Oktober 1918 fiel Damaskus an die arabischen Rebellen, am selben Tag marschierten auch die britischen Streitkräfte in die Stadt ein.
Nach dem Waffenstillstand zog sich Lawrence, seelisch und körperlich erschöpft, aus seiner Sonderrolle bei den Arabern zurück. Ihn plagten schwere Schuldgefühle, hatte er doch die ganze Zeit über gewusst, dass der nördliche arabische Raum nach dem Krieg gemäß dem geheimen Sykes-Picot-Abkommen von 1916 in britische und französische Einflusszonen aufgeteilt werden würde.

## Nachkriegsjahre

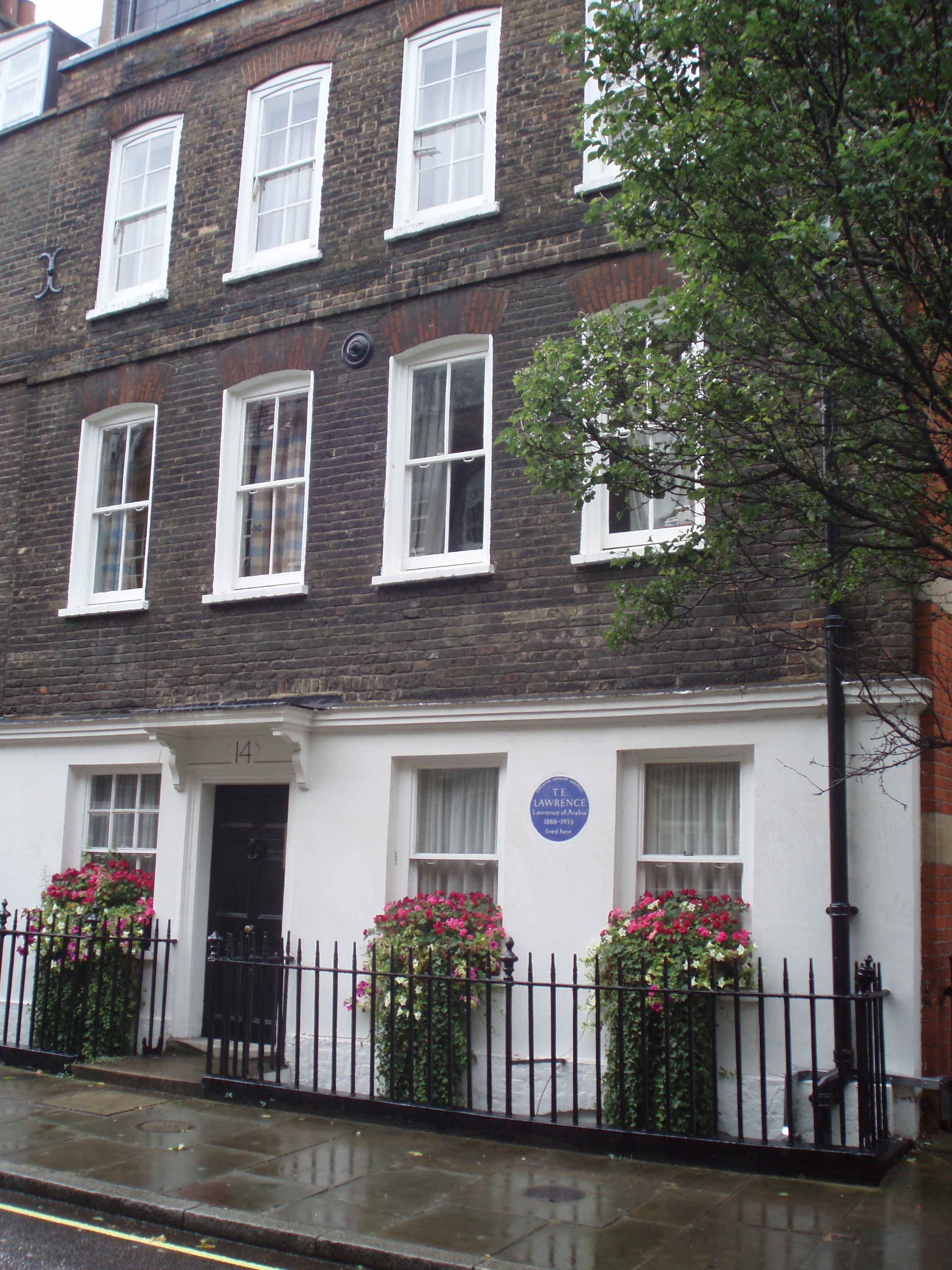
14 Barton Street, London S.W.1, wo Lawrence lebte, während er Seven Pillars of Wisdom schrieb

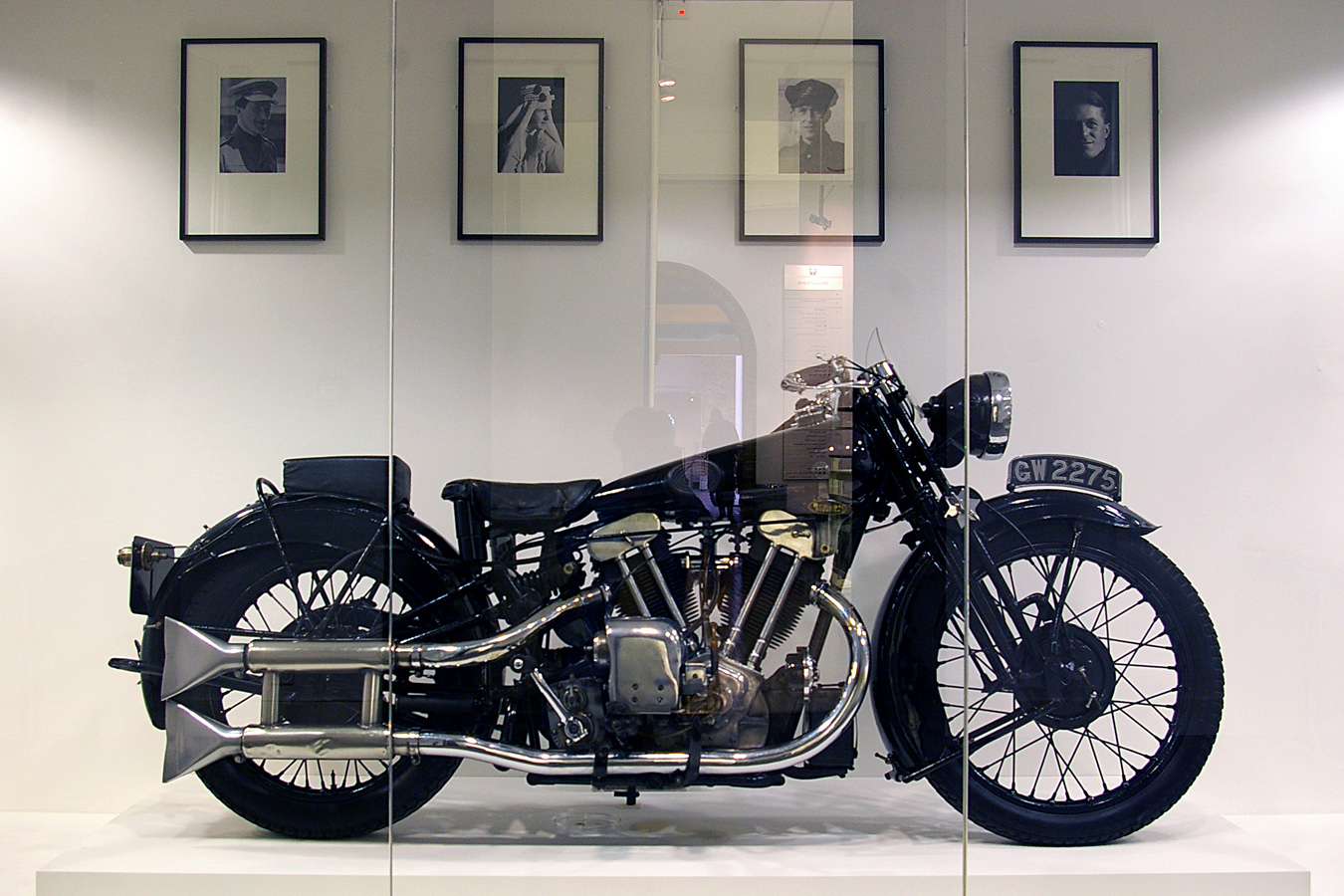
Die restaurierte Brough Superior SS100, mit der T. E. Lawrence 1935 verunglückte, ist heute im Imperial War Museum ausgestellt.

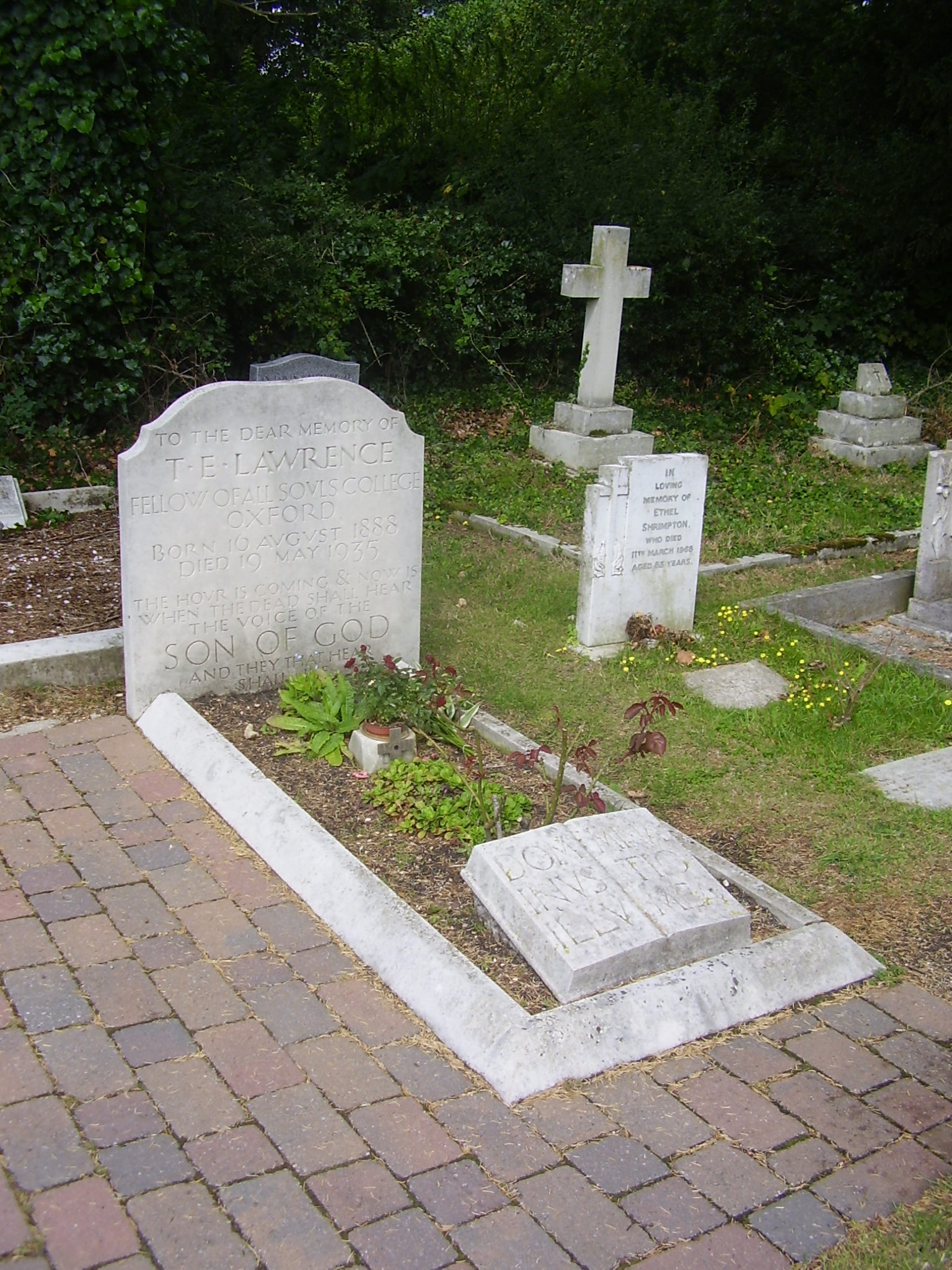
Lawrence’ Grab in Moreton

Zum Colonel befördert und mit dem Distinguished Service Order sowie dem Most Honourable Order of the Bath geehrt, kehrte Lawrence, der weitere Auszeichnungen und hohe Posten kategorisch ablehnte, nach Großbritannien zurück. Er setzte sich bei der Friedenskonferenz von Paris im Jahr 1919 sowie noch einmal im Jahr 1921 auf der Konferenz von Kairo als Berater von Churchill mit nur mäßigem Erfolg für die Unabhängigkeitsbestrebungen seiner arabischen Freunde ein. Seine Ansichten macht folgendes Zitat deutlich:

„Die Geschichte auf diesen Seiten ist nicht die Geschichte der arabischen Bewegung, sondern die meiner Beteiligung daran. Es ist die Erzählung des täglichen Lebens, unbedeutender Geschehnisse kleiner Menschen. Hier gibt es keine Lektionen für die Welt, keine Enthüllungen, um die Menschen zu schockieren. Sie ist voll von trivialen Dingen, zum Teil deshalb, daß niemand die Überreste, aus denen ein Mann eines Tages Geschichte machen könnte, fälschlich für Geschichte hält, und zum Teil wegen des Vergnügens, das ich bei der Erinnerung an meine Beteiligung an dieser Revolte hatte. Wir alle waren überwältigt, wegen der Weite des Landes, des Geschmacks des Windes, des Sonnenlichts und der Hoffnungen, für die wir arbeiteten. Die Morgenluft einer zukünftigen Welt berauschte uns. Wir waren aufgewühlt von Ideen, die nicht auszudrücken und die nebulös waren, aber für die gekämpft werden sollte. Wir durchlebten viele Leben während dieser verwirrenden Feldzüge und haben uns selbst dabei nie geschont; doch als wir siegten und die neue Welt dämmerte, da kamen wieder die alten Männer und nahmen unseren Sieg, um ihn der früheren Welt anzupassen, die sie kannten.
Die Jugend konnte siegen, aber sie hatte nicht gelernt, den Sieg zu bewahren; und sie war erbärmlich schwach gegenüber dem Alter. Wir dachten, wir hätten für einen neuen Himmel und für eine neue Welt gearbeitet, und sie dankten uns freundlich und machten ihren Frieden.“

Eine erste Fassung seiner Erinnerungen über den arabischen Aufstand vollendete Lawrence bereits kurz nach dem Krieg im Jahr 1919. Das einzige Exemplar des Manuskripts verlor der Autor jedoch bei einer Zugreise. Aus der Erinnerung verfasste Lawrence bis 1920 eine zweite Version des Werkes und überarbeitete sie bis 1922. Bis 1927 entstanden zwei gekürzte Fassungen, die 1927 als „Aufstand in der Wüste“ und 1935 als „Die sieben Säulen der Weisheit“ veröffentlicht wurden. Der vollständige Text von 1922 erschien erstmals 1997 als „Seven Pillars of Wisdom – The Oxford Text“.
1922 trat er aus dem Kolonialdienst aus. Er verschenkte sein gesamtes Vermögen und versteckte sich 1923 – vermittelt durch einen Freund im Kriegsministerium, Sir Philip Chetwode – unter dem falschen Namen T. E. Shaw in der britischen Luftwaffe, wo er bis zu seiner Verabschiedung im März 1935 als einfacher Soldat diente. Bis zuletzt wurde er von der Öffentlichkeit verfolgt, die seinen Wunsch nach Anonymität nicht respektierte.
Lawrence kam am 13. Mai 1935 mit seinem Motorrad, einer Brough Superior SS 100, von der Straße ab, wobei er schwerste Kopfverletzungen erlitt. Er lag sechs Tage im Koma und starb am 19. Mai 1935 im Alter von 46 Jahren. Er wurde auf dem neuen Friedhof der Kirche von Moreton begraben. Der Grabstein wurde von seiner Mutter und seinem älteren Bruder Bob ausgewählt. Der Stein trägt das Motto der Universität Oxford: Dominus illuminatio mea (Der Herr ist mein Licht). In der St. Martin’s Church, Wareham, Dorset, wurde nach seinem Tod von seinem Freund Eric Kennington ein Kenotaph mit einem Bildnis von Lawrence in arabischer Kleidung aufgestellt.

## Heroisierung
Der amerikanische Journalist Lowell Thomas besuchte ab 1917 verschiedene Kriegsschauplätze. Lawrence erwirkte für ihn und den Kameramann Chase die Erlaubnis, bei Faisals Truppen zu recherchieren. Ab 1919 trat Thomas mit einem abendfüllenden Filmvortrag über Allenbys Feldzug und den arabischen Aufstand auf. Die Vorführung wurde von Militärkapellen und Schleiertänzen begleitet. Thomas präsentierte Lawrence als „Sherif“, „Fürsten von Mekka“ und „ungekrönten König Arabiens“ und hielt den Vortrag insgesamt 2000-mal in den USA, Großbritannien und Australien. 1924 veröffentlichte Thomas sein Material unter dem Titel With Lawrence in Arabia. 1927 erschien die Biographie Lawrence and the Arabs von Robert Graves, 1934 ein Lawrence-Buch von Basil H. Liddell Hart. Auf diese Art wurde Lawrence schon zu Lebzeiten zum Mythos.
Lawrence' Erinnerungen The Seven Pillars of Wisdom (dt. Die sieben Säulen der Weisheit) wurden zu einem Klassiker der Weltliteratur. Zwanzig Jahre nach seinem Tod erschien zudem sein anklagendes Buch The Mint (Unter dem Prägestock), in dem er sein Leben als Soldat verarbeitete und ein leidenschaftliches Bekenntnis für den Frieden ablegte.
Zu einem Klassiker wurde das bildmächtige Wüstenepos Lawrence von Arabien von David Lean aus dem Jahr 1962 mit Peter O’Toole in der Hauptrolle, Alec Guinness als Faisal sowie Anthony Quinn und Omar Sharif. Der Film erhielt sieben Oscars und war für drei weitere nominiert. Der Film bindet die Legende „Lawrence von Arabien“ in das historische Umfeld ein, stellt aber gleichzeitig eine freie Bearbeitung sowohl von Lawrences Bericht als auch der historischen Ereignisse dar.

## Sexualität
T. E. Lawrence hatte nach eigenen Angaben in privaten Briefen keinerlei sexuelle Erfahrung. Es gibt weiter die Vermutung für eine homosexuelle Orientierung Lawrences, basierend auf einigen Anspielungen in seinem Buch Die sieben Säulen der Weisheit. Unterstützend für die These steht die Tatsache, dass Homosexualität zu Lawrences Zeiten strafbar war und von der Gesellschaft abgelehnt wurde. Unter Freunden galt er als asexuell.

## Werke (Auswahl)
- Aufstand in der Wüste (Revolt in the desert). Olms, Hildesheim 1988, ISBN 3-487-08300-0 (Repr. d. Ausg. Leipzig 1935).
- Die sieben Säulen der Weisheit (Seven Pillars of Wisdom). dtv, München 2003, ISBN 3-423-01456-3.
- Unter dem Prägestock (The mint). List, München 1994, ISBN 3-471-78047-5.
- Wüsten-Guerilla. blauwerke, Berlin 2015, ISBN 978-3-945002-05-6.
- mit C. L. Woolley: The Wilderness of Zin (Archaeological Report). Palestine Exploration Fund Annal 1914–1915, London (Lawrence’ erstes Werk in Buchform).
- Crusader Castles. The Golden Cockerel Press, London 1936.

## Ausstellungen
- Lawrence von Arabien – Genese eines Mythos, Landesmuseum für Natur und Mensch in Oldenburg, 21. November 2010 bis 27. März 2011, und Rautenstrauch-Joest-Museum in Köln, 30. April 2011 bis 11. September 2011.